# آستیلب
آستیلب(نام علمی: Astilbe) نام یک سرده از تیره خاراشکنیان است.